# Stade Léopold-Sédar-Senghor
Stade Léopold-Sédar-Senghor – wielofunkcyjny stadion w Dakarze w Senegalu, na którym rozgrywane są głównie mecze piłkarskie. Służy jako domowa arena klubu ASC Jeanne d’Arc i narodowej piłkarskiej reprezentacji. Stadion mieści 60 000 osób. Został zbudowany w 1985 roku.